# Initiative populaire « contre l'eau-de-vie »
L'initiative populaire « contre l'eau-de-vie » est une initiative populaire suisse, rejetée par le peuple et les cantons le 12 mai 1929.

## Contenu
L'initiative propose d'insérer, à la suite de l'article 32ter de la Constitution fédérale, un nouvel article donnant le droit au cantons ou aux communes d'interdire par votation sur leur territoire la fabrication et la vente de « boissons distillées ».
Le texte complet de l'initiative peut être consulté sur le site de la Chancellerie fédérale.

## Déroulement

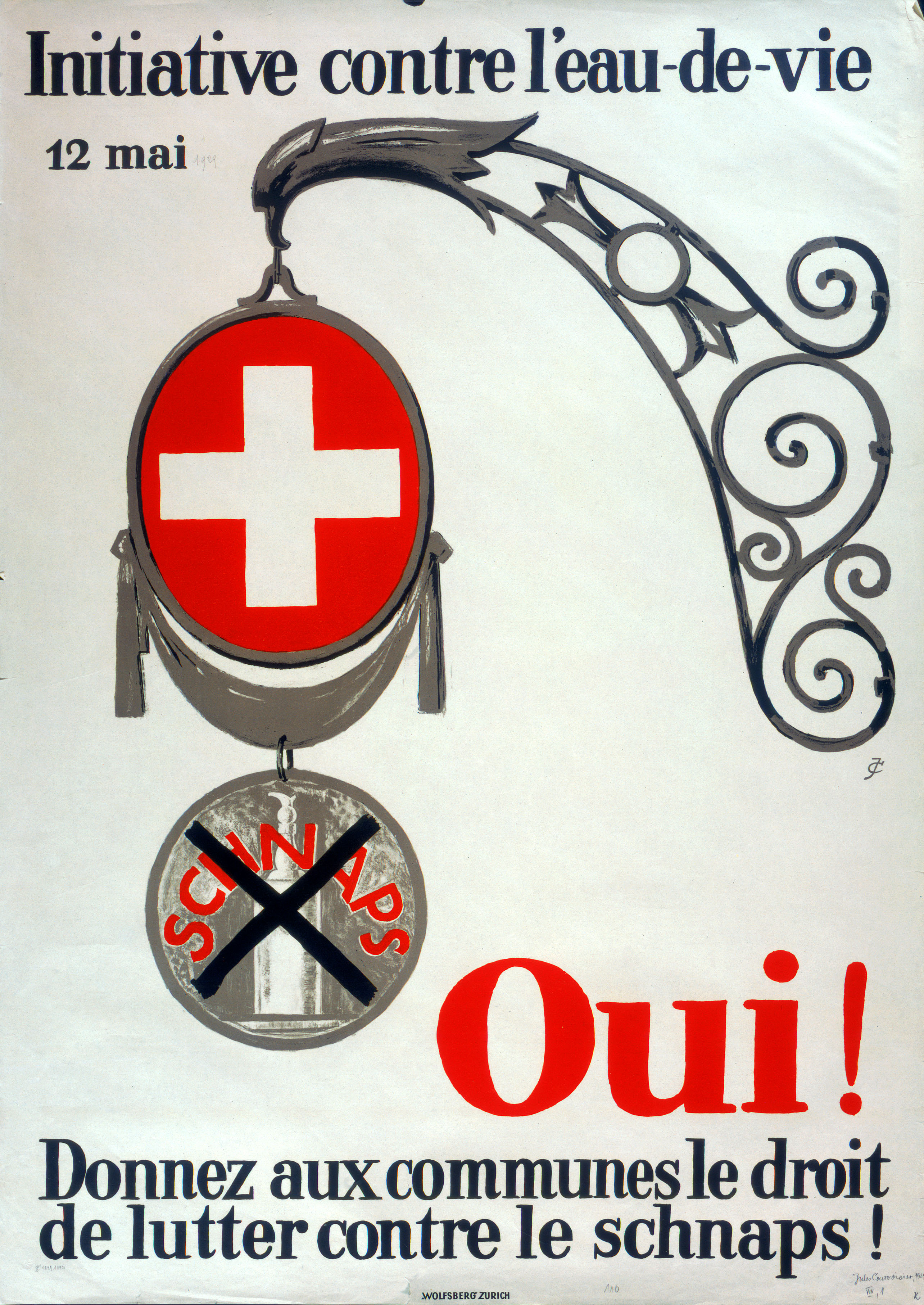
Affiche appelant à voter en faveur de l'initiative.

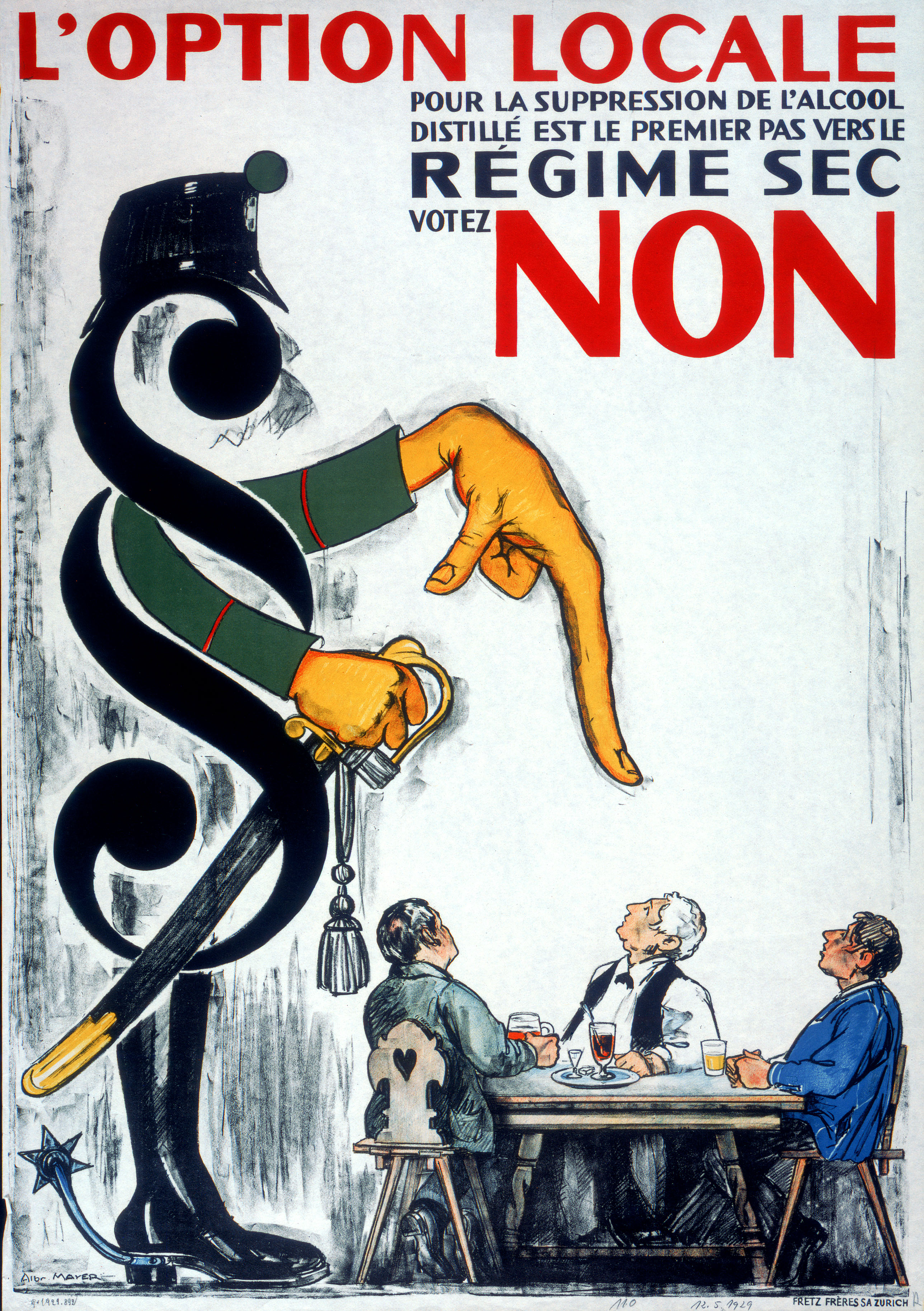
Affiche appelant à voter contre l'initiative.

### Contexte historique
Les Constitutions de 1848 et de 1874 ne centralisait pas la législation sur les alcools, laissant à chaque canton la liberté d'action dans ce domaine. Ce n'est que le 25 octobre 1885 que le peuple approuve une modification constitutionnelle donnant l'exclusivité à l'administration fédérale de la gestion dans ce domaine. Les cantons gardent toutefois une certaine liberté dans l'attribution de patentes pour la vente d'alcool, pour les auberges ainsi que pour les heures d'ouverture de celles-ci.
Une première tentative de revenir à l'« option locale » (à savoir le droit à chaque canton de légiférer) est lancée par Carl Hilty à la fin de l'année 1899 lors de la révision de la loi sur l'alcool, sans succès. Lors des débuts des travaux sur la réforme du régime des alcools, une association en faveur de la prohibition est fondée et propose au Conseil national d'introduire cette notion d'option locale dans la nouvelle loi. Devant le refus d'entrer en matière de la commission, le secrétariat antialcoolique suisse décide de lancer cette initiative.

### Récolte des signatures et dépôt de l'initiative
La récolte des 50 000 signatures nécessaires a débuté le 27 novembre 1920. Le 10 novembre 1921, l'initiative a été déposée à la chancellerie fédérale qui l'a déclarée valide le 13 mars 1922.

### Discussions et recommandations des autorités
Le parlement et le Conseil fédéral recommandent tous deux le rejet de cette initiative. Dans son message adressé à l'assemblée, le Conseil fédéral reconnait l'importance de la lutte contre l'abus du schnaps (appelé Kartoffelschnapspest ou peste de l'alcool) tout en jugeant que l'option locale, proposée par les initiants, n'a que peu de chances d'atteindre son but. Le gouvernement relève en particulier que seules la vente et la distillation de l'alcool est interdite, à l'exclusion de son transport, de son achat et de sa consommation ; d'autre part, il relève que les débits de boissons ainsi supprimés seraient rapidement remplacés en dehors de la zone (commune ou canton) concernée. Enfin, le manque de moyens de répression en cas de fraude est également mis en avant : les communes n'ayant que le doit d'infliger des amendes d'ordre, l'emprisonnement des éventuels fraudeurs ne pourrait être prononcé que par le canton, qui ne partagerait potentiellement pas l'interdiction prononcée par une commune donnée.
Appelant les « adversaires de l'alcoolisme » à se rallier au projet de révision élaboré par les autorités fédérales, le Conseil fédéral, suivi par les chambres, ne présente pas de contre-projet à cette initiative.

### Votation
Soumise à la votation le 12 mai 1929, l'initiative est refusée par 19 5/2 cantons, soit tous à l'exception de Bâle-Ville, et par 67,3 % des suffrages exprimés. Le tableau ci-dessous détaille les résultats par cantons :